# میرکو شاروویچ
میرکو شاروویچ (سیریلیک صربی: Мирко Шаровић؛ زادهٔ ۱۶ سپتامبر ۱۹۵۶) یک سیاست‌مدار اهل بوسنی و هرزگوین است.